# 975 Perseverantia
A 975 Perseverantia (ideiglenes jelöléssel 1922 LT) a Naprendszer kisbolygóövében található aszteroida. Johann Palisa fedezte fel 1922. március 27-én, Bécsben.